# Kurt Pettersén
Kurt Arne Pettersén (ur. 21 czerwca 1916 w Borås, zm. 15 listopada 1957 tamże) – szwedzki zapaśnik. Złoty medalista olimpijski z Londynu.
Walczył w stylu klasycznym, w kategorii koguciej (do 56 i 57 kg). Zawody w 1948 były jego jedynymi igrzyskami olimpijskimi. Trzykrotnie zdobywał srebro na mistrzostwach Europy (1938, 1939 i 1949).